# Cavertitz

Cavertitz mit einigen Ortsteilen (1910).

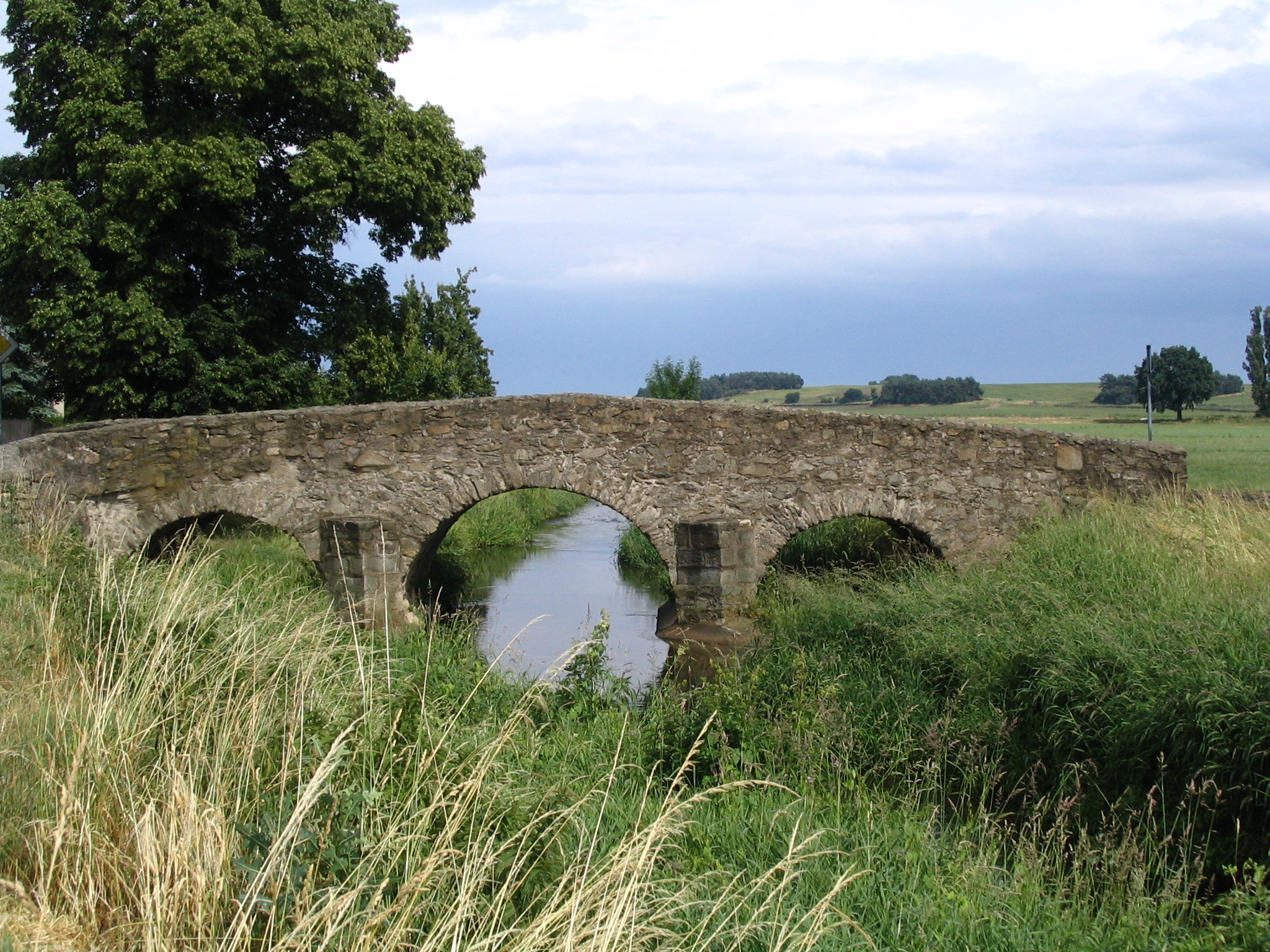
Brücke über die Dahle in Klingenhain

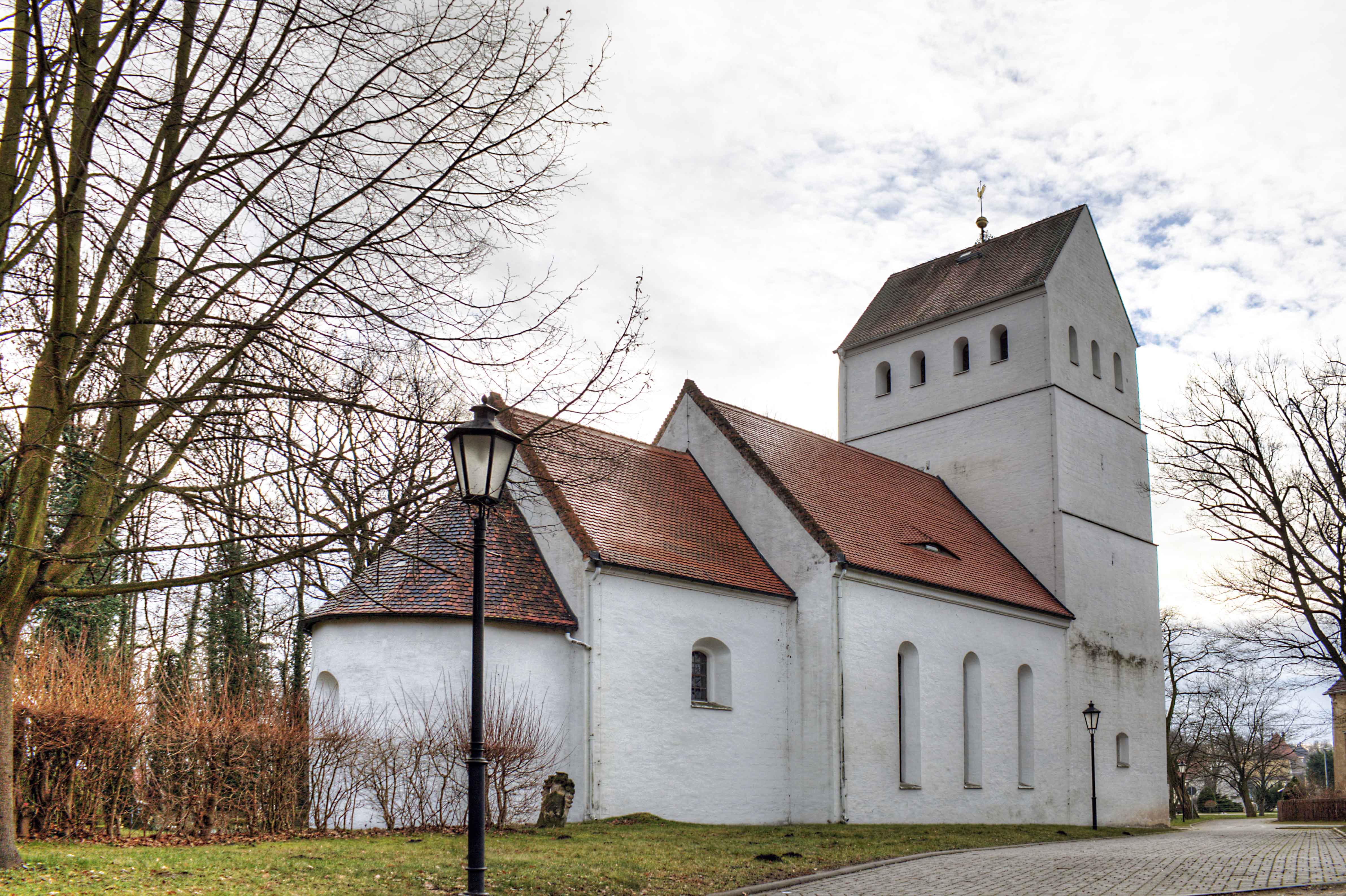
Evangelische Kirche in Cavertitz

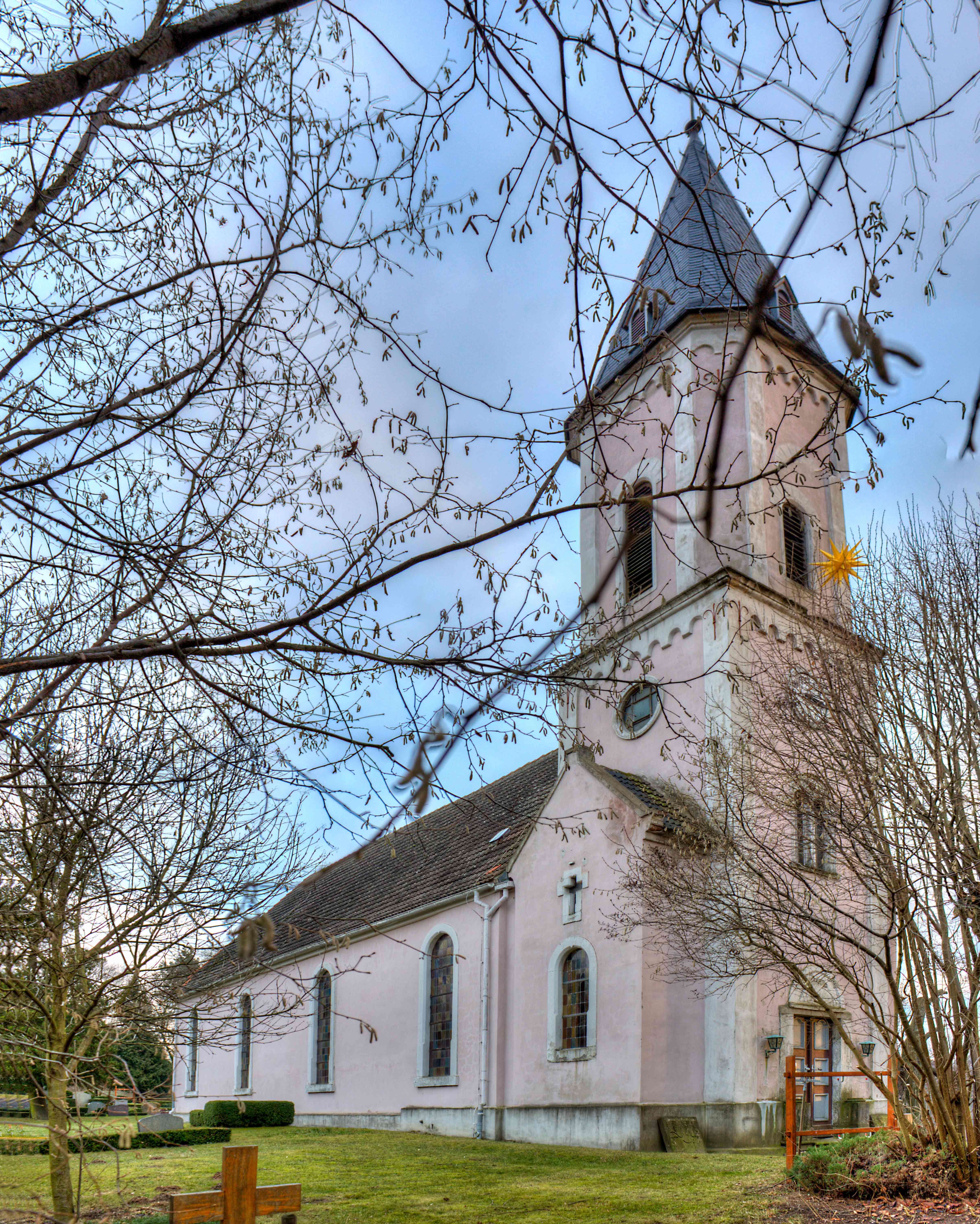
Evangelische Kirche im Ortsteil Bucha

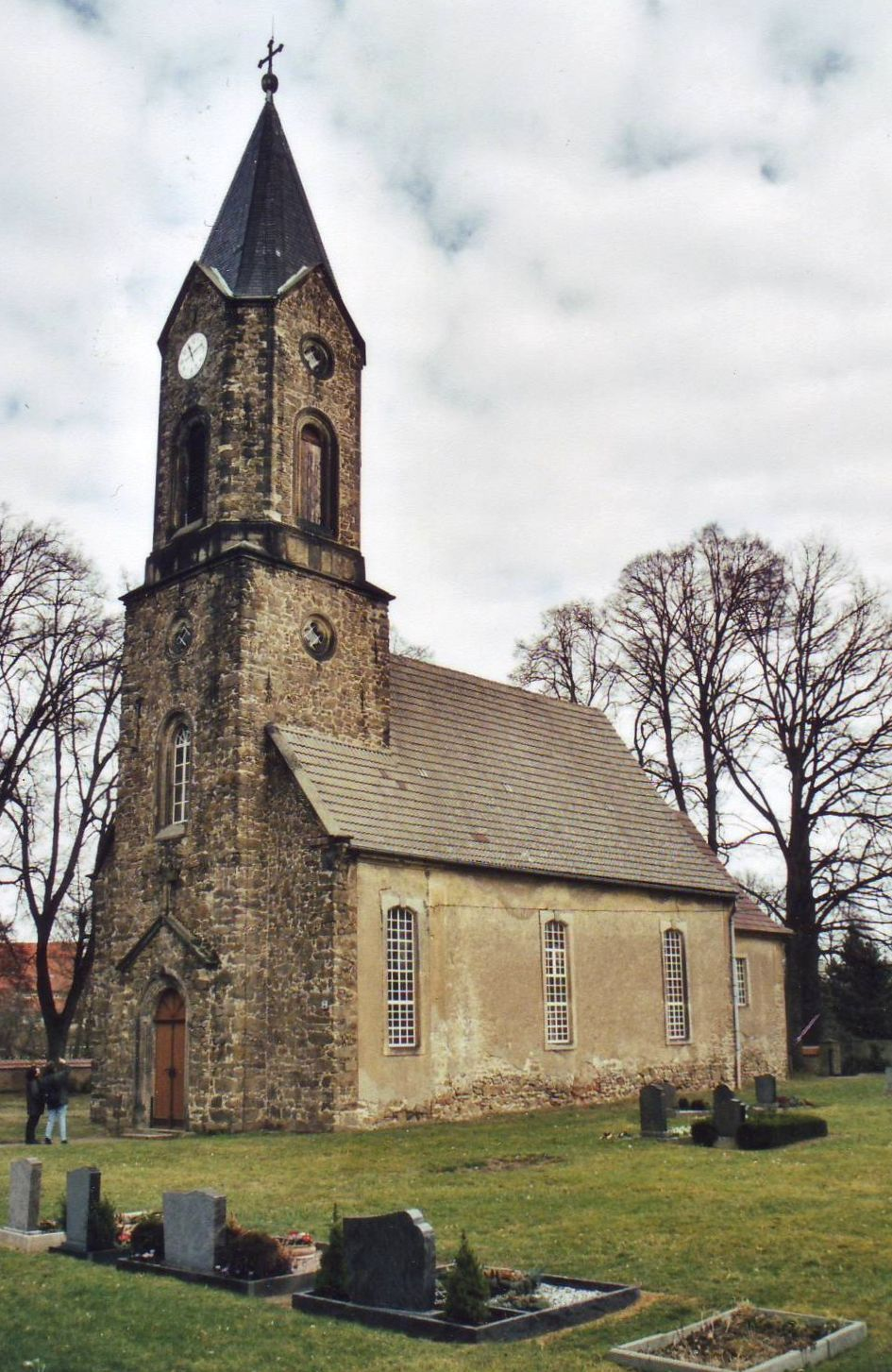
Evangelische Kirche im Ortsteil Sörnewitz

Cavertitz ist eine verwaltungsgemeinschaftsfreie Gemeinde im Landkreis Nordsachsen, Sachsen. Der Verwaltungssitz befindet sich im Ortsteil Schöna, wohin er im Jahr 2005 von Cavertitz verlegt wurde.

## Geographie und Verkehr
Die Gemeinde Cavertitz liegt im Norden des Freistaates Sachsens. Im äußersten Osten grenzt die Gemeinde an die brandenburgische Stadt Mühlberg/Elbe, von Norden wird sie durch die Stadt Belgern-Schildau, im Süden durch die Gemeinde Liebschützberg und im Westen durch die Stadt Dahlen begrenzt. Die Gemeinde liegt ungefähr in der Mitte zwischen den beiden Städten Dresden und Leipzig, die durch die unten genannten Verkehrswege gut zu erreichen sind.
Cavertitz liegt am Ost- und am Südrand der Dahlener Heide, in der Dahleaue mit ihren großen Wiesen- und Weideflächen. Die Nachbarstädte sind Strehla (8 km), Oschatz (9 km) und Dahlen (9 km). Die Bundesstraße 182 verläuft durch den Westen des Gemeindegebietes und die Bundesstraße 6 verläuft südlich des Gemeindegebietes. Durch den Osten der Gemeinde führt der internationale Elbe-Radwanderweg. Die Gemeinde wird von der Dahle durchflossen, sowie vielen kleineren Bächen, wie die Tauschke oder der Schönaer Bach. Die Elbe bildet im äußersten Nordosten der Gemeinde für ein kurzes Stück die Gemeinde- und Landesgrenze zu Brandenburg.

## Ortsteile
Die Ortsteile der Gemeinde sind:
- Cavertitz
- Bucha
- Außig
- Olganitz
- Treptitz
- Schirmenitz
- Klingenhain
- Lampertswalde
- Reudnitz
- Schöna
- Sörnewitz
- Zeuckritz

## Geschichte und Ortsteile
Die jetzige Gemeinde Cavertitz wurde am 1. März 1994 aus den bisherigen Gemeinden Bucha, Cavertitz, Schirmenitz und Sörnewitz neu gebildet.
- Cavertitz

Cavertitz liegt am Rande der Dahlener Heide in der Dahleaue.
Der Namensursprung ist unklar. Es wird aber vermutet, dass es vom slawischen Korrot kommt, dass übersetzt so viel wie Türpfosten oder Brunnenschwengel bedeutet. Um 900 entstand im Zuge der deutschen Ostsiedlung der Burgward von Cavertitz. 1240 schenkten Odo und Bodo von Ilburg den Rittersitz an das Kloster Güldenstern in Mühlberg. Dies war die erste urkundliche Erwähnung des Ortes. Nach der Säkularisation des Klosters im 16. Jahrhundert kam das Dorf in den Besitz der sächsischen Kurfürsten. Im Dreißigjährigen Krieg wurde Cavertitz 1636 von schwedischen Truppen unter General Johan Banér abgebrannt. Im Jahr 1760, während des Siebenjährigen Krieges herbergte Friedrich der Große eine Nacht im kurfürstlichen Schloss zu Cavertitz. Von 1815 bis 1818 gehörte das Dorf zu Preußen, kam aber dann nach langem Bemühen der Dorfbewohner wieder ans Königreich Sachsen zurück. Nach dem Zweiten Weltkrieg sollte das Schloss des Rittergutbesitzers Bramsch, wie viele andere auch, gesprengt werden. Dies wurde jedoch durch den Einsatz des russischen Offiziers Konkow und einiger Lehrer verhindert. Das Schloss wurde zur Schule umfunktioniert und wurde als erste Zentralschule Sachsens am 25. September 1946 eingeweiht.
- Schirmenitz

Der Ort ist eine alte Besiedlung in der Nähe einer Elbe-Furt. Germanen wohnten schon 500 vor Christus hier, danach wanderten Slawen ein, das beweisen Gräberfunde aus dem 9. sowie 11. und 12. Jahrhundert. Ersterwähnung von Schirmenitz: 1113 zum Bistum Naumburg, 1130 als Ort im Burgbereich Treskowa (Döschkau) / König Heinrich I. besiegt die Wenden 931 bei Großenhain. Die Kirche stammt aus der Zeit vor der Reformation, ebenso das „Alte Pfarrhaus“ in dem Kaiser Karl V. bei Pfarrer Umlauf nächtigte, als die „Schlacht bei Mühlberg“ 1547 stattfand. Da wurde der sächsisch-wittenbergische Kurfürst Johann Friedrich vom Kaiser besiegt. Die Spanier lagerten am „Spensberg“ (Spanierberg) 400 m von hier an der B 182 nach Außig. Im Dreißigjährigen Krieg war 1638 das kaiserliche Hauptquartier im Ort. Die ehemalige Gemeinde ging am 1. März 1994 in der neuen Gemeinde Cavertitz auf.
- Reudnitz

1253 wurde Reudnitz als Rudenicz als erstes Mal erwähnt. Aus dem Slawischen übersetzt, bedeutet der Name Ort, wo sich Raseneisenerz befindet. Im Dreißigjährigen Krieg wurde Reudnitz völlig zerstört und nicht wieder aufgebaut. Nur das ehemalige Klostergut blieb verschont und diente im Krieg als Lazarett. Das Gehöft bildete die Grundlage für ein 1791 erwähntes Forstgut. 1815 gehört Reudnitz kurzzeitig zu Preußen. Nach einem Gebietsaustausch 1818 gehörte die Ansiedlung endgültig wieder zu Sachsen. Das Forstgut gehörte nach 1945 zum Volksgut Cavertitz. In Reudnitz befindet sich der Sitz des Heidevereins.
- Olganitz

Olganitz liegt ca. 3 km nordöstlich von Cavertitz, am südöstlichen Rand der Dahlener Heide. Erstmals wurde das Dorf 1242 erwähnt als Dolganewiz. 1559 gehörte Olganitz zum Mühlberger Kloster. Im 16. Jahrhundert gelangte es zum Amt Wurzen und schließlich zum Amt Oschatz im Jahre 1815. Im 19. Jahrhundert belieferte die hiesige Tongrube die Töpfer in Strehla und Oschatz. Nach dem letzten Krieg kamen viele Flüchtlinge nach Olganitz. Der Ort wurde am 1. Januar 1969 nach Sörnewitz eingemeindet.
- Schöna

Schöna liegt ca. 2,6 km westlich von Cavertitz.
Die erste Erwähnung des Dorfes erfolgte 1314 mit dem Namen Schonov über Schönaw bis hin 1748 zu Schöna. Am nördlichen Ortsrand, am Weinberg waren in vergangenen Jahrhunderten Rebstöcke gepflanzt. Durch den Dreißigjährigen Krieg wurden diese aber schwer in Mitleidenschaft gezogen. Durch den Wiener Kongress 1815 kam Schöna nach Preußen und durch den Gebietsaustausch 1818 wieder zurück nach Sachsen.
- Außig

Außig liegt direkt an der Bundesstraße 182. Es befindet sich ca. 4,5 km nordöstlich von Cavertitz. Hier gibt es das Biberschongebiet Außig mit Weichholz-Auwald, Sumpfwald und naturnaher Flachlandschaft. Das Hochwasser 2002 verursachte in Außig, welches in der unmittelbaren Nähe zur Elbe liegt, schwere Verwüstungen. Der Ort wurde am 1. Juli 1950 nach Schirmenitz eingemeindet.
- Bucha

Erste Erwähnung war im Jahre 1285 als „Buch“, das bedeutet so viel wie zum Buch oder Buchenwald. Der Ort ging am 1. März 1994 in der neuen Gemeinde Cavertitz auf. Siehe Geschichte Buchas für eine umfassendere Darstellung.
- Lampertswalde

Dieser Ortsteil wurde im Jahr 1221 erstmals urkundlich erwähnt. Der Ort wurde am 1. Januar 1998 eingemeindet.
- Zeuckritz

1260 wurde Zeuckritz als Zukaritz, welches den Namen nach slawische Siedler gründeten, das erste Mal urkundlich erwähnt. Es gehörte zum Rittergut Lampertswalde und war lange im Besitz der Familie Pflugk. Während des Dreißigjährigen Krieges wurde Zeuckritz völlig zerstört. Um 1554 wurde eine Schäferei nach Zeuckritz gewiesen, die 1800 zu den größten in Sachsen zählte. 1895 brannten nahezu alle Häuser an der Hauptstraße nieder. Nach dem Zweiten Weltkrieg fanden viele Flüchtlinge in dem kleinen Dörfchen Unterschlupf. Die Einwohnerzahl stieg so von 162 auf 231 Menschen an. Zeuckritz wurde am 1. Juli 1950 nach Bucha eingemeindet.
- Sörnewitz

Sörnewitz befindet sich ca. 2,5 km südwestlich von Cavertitz. Der Ort liegt in der Dahleaue direkt an der Dahle. In der Vergangenheit bestand die Ortschaft aus zwei eigenständigen Dörfern, Sörnewitz (links der Dahle) und Möhla (rechts der Dahle). Sörnewitz gehörte dem Kloster Mühlberg, Möhla war böhmisches Lehen. 1396 übertrug der Propst des Klosters Mühlberg dem Kloster Buch das Dorf Sörnewitz, das Christoph von Maltitz auf Cavertitz aufgelassen und verkauft hatte. Da es sich um geistliches Gut handelte, musste auch der Bischof von Meißen zustimmen. Gleichzeitig verkaufte Christoph von Maltitz auf Cavertitz dem Kloster das Dorf Möhla, nachdem er es dem König von Böhmen aufgelassen hatte. Die Kaufsumme betrug „637 Schock guter neuer Groschen Freiberger Münze“. Als Zeugen werden genannt: „her Niclaus von Mirowe, Pfarrer zu Sernuwicz, Johannes und heinrich gebrüder von kokricz, gesessen czu Sabelticz, Dyterich von körbicz, gesessin czu Olczk, Albrecht von Berndorf, Poppe von kökricz, Gunter von czettras, herman von czemyn, frenzil Richter czu Sernuwicz, hannus bertram daselbst“. Es folgte noch die Bestätigung für Sörnewitz durch Mgf. Wilhelm und die Übertragung beider Gerichte, die Übertragung von Möhla durch Kg. Wenzel und die Versicherung der gewere mit Nennung der Gewährsleute „Ortil von kanewicz, Heinrich Gans und Fredeman von Hugewicz“. 1553 gehörten beide Orte zum Amt Torgau.
Die ehemalige Gemeinde verlor ihre Eigenständigkeit und gehört seit dem 1. März 1994 zu Cavertitz.
- Treptitz

Treptitz befindet sich ca. 2 km nördlich von Cavertitz inmitten des Landschaftsschutzgebietes des Bachlaufes der „Tauschke“. Das Gebiet der Tauschke ist eine besonders reizvolle, hügelige, wald- und wiesenreiche Landschaft, in der über 20 gefährdete Pflanzenarten vorkommen. Treptitz wurde am 1. Juli 1973 nach Cavertitz eingemeindet.

## Politik
- Linke: 1
- SPD: 1
- VÖG: 5
- CDU: 4

Der VÖG kann drei Sitze nicht besetzen. Der Gemeinderat verkleinert sich entsprechend.

### Gemeinderat
Die Kommunalwahl am 9. Juni 2024 war die jüngste Wahl der Gemeindevertretung von Arzberg. Eine Übersicht über diese und vergangene Wahlen gibt die Tabelle:
| Partei/Liste                                          | 2024 | 2024  | 2019 | 2019  | 2014 | 2014  |
| Partei/Liste                                          | in % | Sitze | in % | Sitze | in % | Sitze |
| ----------------------------------------------------- | ---- | ----- | ---- | ----- | ---- | ----- |
| Verein für ökologischen Gewässerschutz Treptitz e. V. | 48,4 | 5     | 30,9 | 3     | 18,9 | 3     |
| CDU                                                   | 37,0 | 4     | 55,2 | 8     | 43,5 | 7     |
| SPD                                                   | 9,8  | 1     | 13,9 | 2     | 19,5 | 3     |
| Die Linke                                             | 4,7  | 1     | –    | –     | –    | –     |
| FDP                                                   | –    | –     | –    | –     | 12,3 | 1     |
| NPD                                                   | –    | –     | –    | –     | 5,8  | –     |
| Gesamt                                                | 100  | 11    | 100  | 13    | 100  | 14    |
| Wahlbeteiligung (in %)                                | 73,2 | 73,2  | 65,4 | 65,4  | 41,8 | 41,8  |

### Bürgermeister
Bürgermeisterin ist Christiane Gürth (parteilos). Bei der Bürgermeisterwahl am 12. Juni 2022 wurde sie bei einer Wahlbeteiligung von 45,1 Prozent mit 95,7 Prozent der gültigen Stimmen im Amt bestätigt.
| Wahl | Bürgermeister     | Vorschlag | Wahlergebnis (in %) |
| ---- | ----------------- | --------- | ------------------- |
| 2022 | Christiane Gürth  | Gürth     | 95,7                |
| 2015 | Christiane Gürth  | SPD       | 58,5                |
| 2008 | Gabriele Hoffmann | Hoffmann  | 93,5                |
| 2001 | Gabriele Hoffmann | Hoffmann  | 98,5                |
| 1994 | Gabriele Hoffmann | Hoffmann  | 100,0               |

## Sehenswürdigkeiten

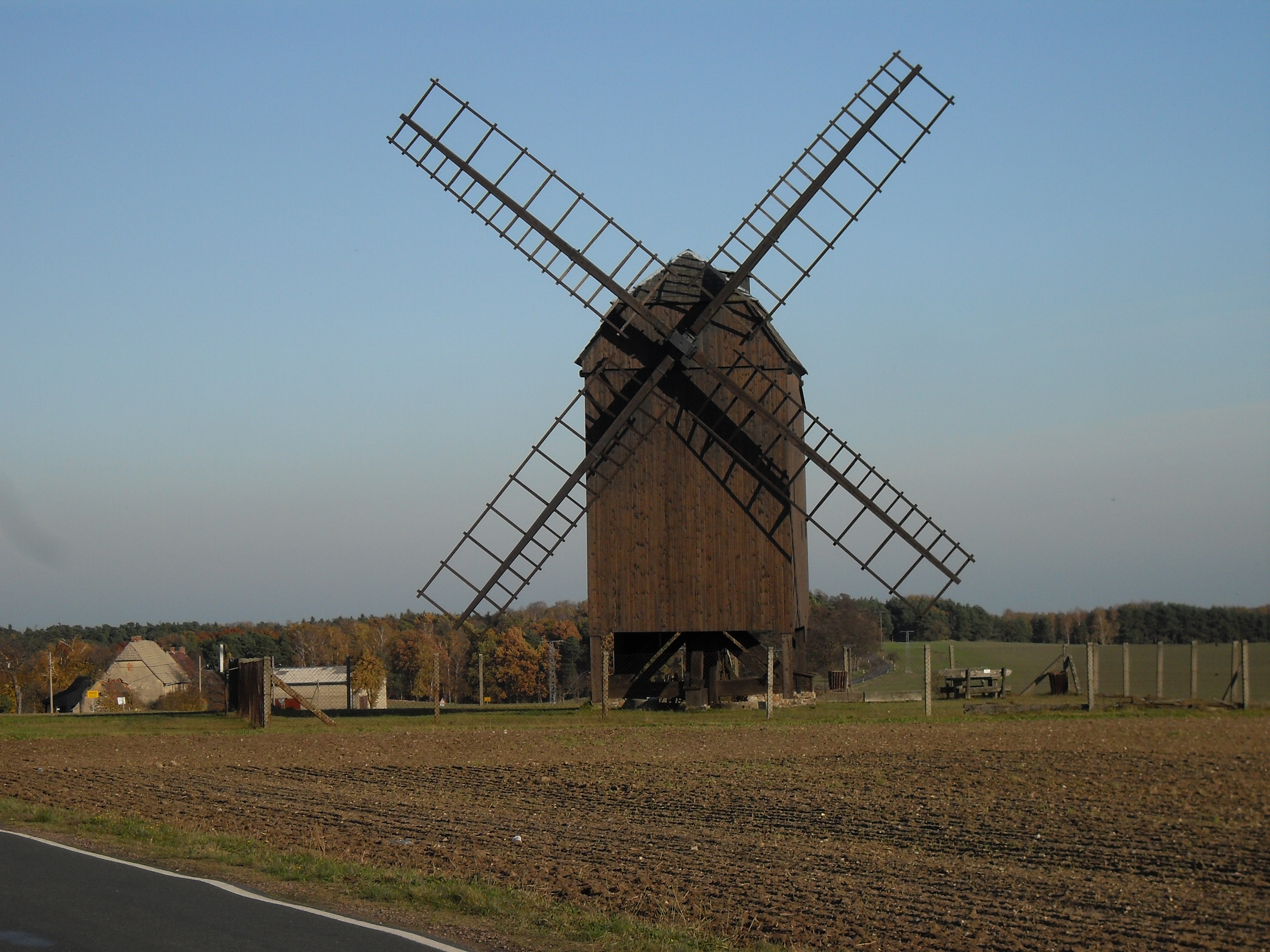
Windmühle in Zeuckritz

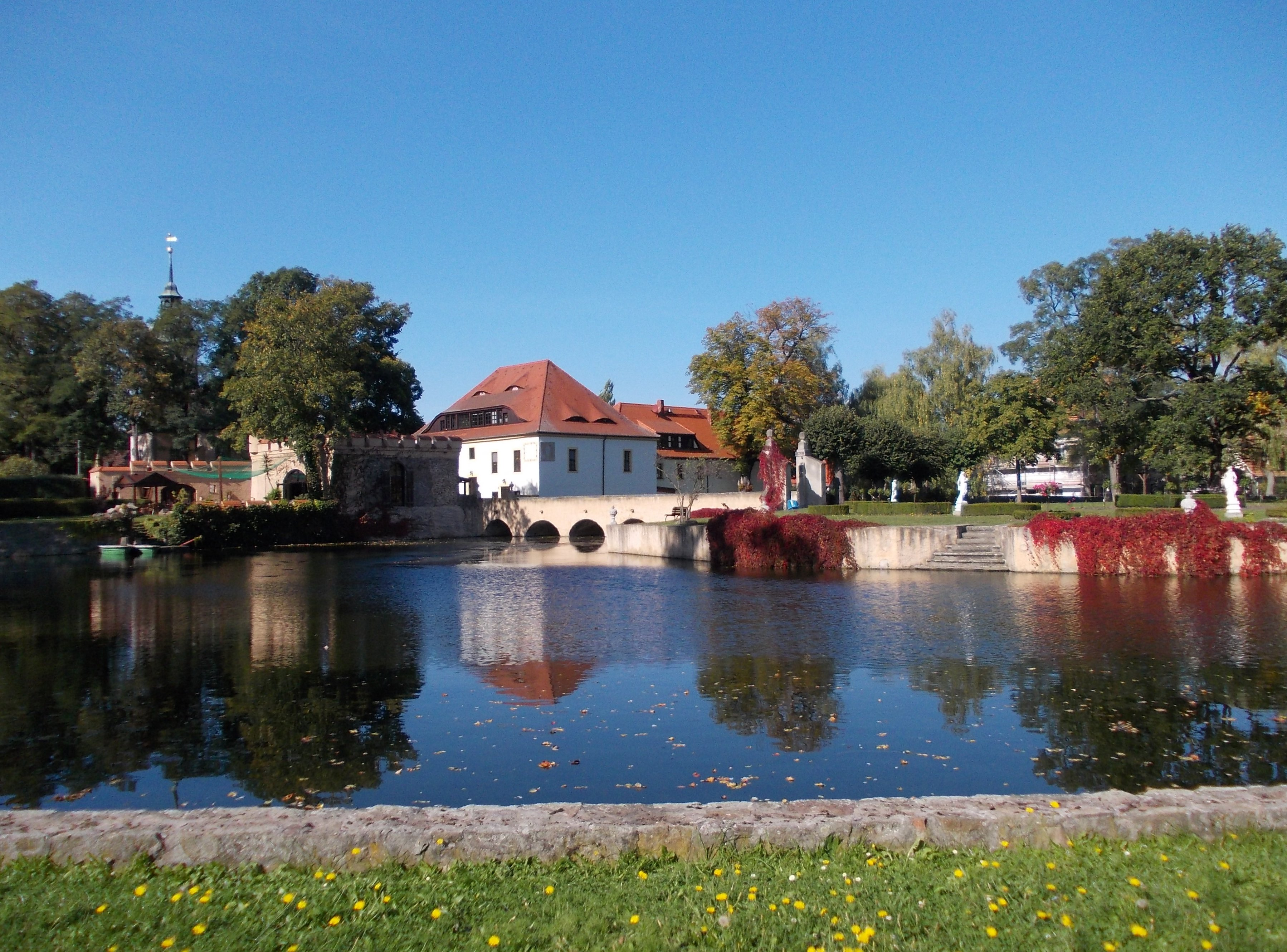
Park in Lampertswalde

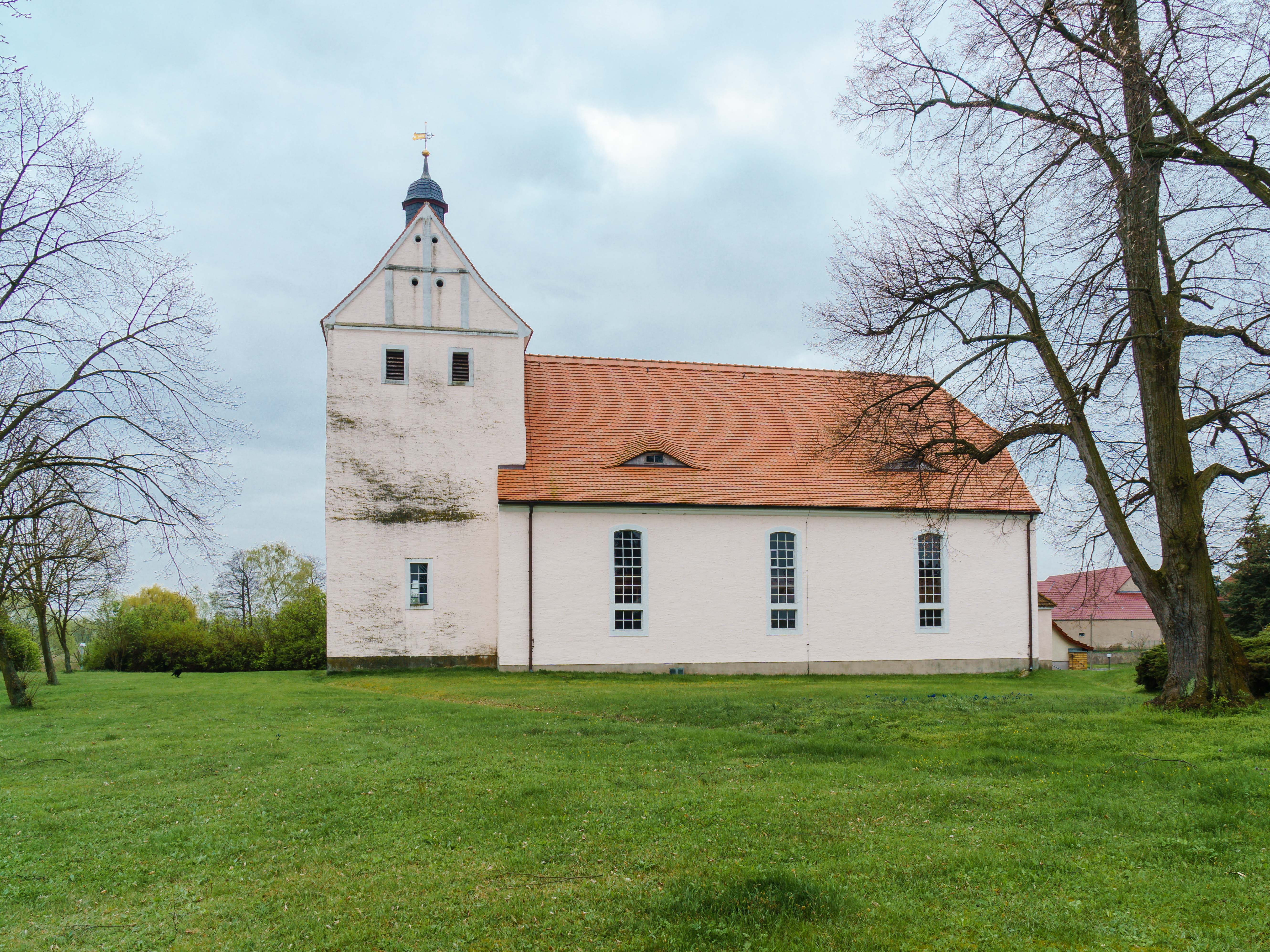
Kirche im Schirmenitz

- Bockwindmühle in Zeuckritz, Sächsisches Kulturdenkmal
- Naturschutzgebiet „Hospitalberge und Reudnitz“
- Schlosspark Lampertswalde
- Romanische Dorfkirche aus dem Jahr 1396 in Olganitz
- Pfarrhaus in Schirmenitz; hier übernachteten im Jahr 1547 der Kaiser Karl V. und sein Bruder Ferdinand, König von Böhmen und Ungarn während der Schlacht bei Mühlberg.
- Kirche in Schirmenitz aus dem 12. Jahrhundert. Das neue barocke Pfarrhaus (Fachwerkbau) wurde 1728 an das alte Pfarrhaus angebaut. Die gotische Kirche mit dem wertvollen Dachstuhl (etwa 1560) ist innen barock. Der Turm steht untypisch im Osten.
- Dreibogenbrücke aus Feldsteinen über die Dahle aus dem Jahr 1845 in Klingenhain
- Dorfkirche aus dem 12. oder 13. Jahrhundert in Sörnewitz
- Wichtige Sehenswürdigkeiten in Cavertitz:
  - Romanische Dorfkirche
  - Schloss des Rittergutes (heutige Schule)
  - Rittergut aus dem 13. Jahrhundert in Cavertitz
  - Sühnekreuz aus dem Mittelalter am Ortsausgang nach Laas
  - Dreiseitenhöfe im Dorfkern (insbesondere an der Hauptstraße)
  - Burgelsberg, der Biesenteich, das Pfarrwäldchen, der Cavertitzer Berg und der Burschenberg (im Volksmund Bummiberg genannt)
  - Storchennest auf dem Dach des Gutes in Cavertitz

### Naturschutz
- Landschaftsschutzgebiet des Bachlaufes der Tauschke
- Siehe auch: Liste der Naturdenkmale in Cavertitz

## Schulen
Grundschule Cavertitz

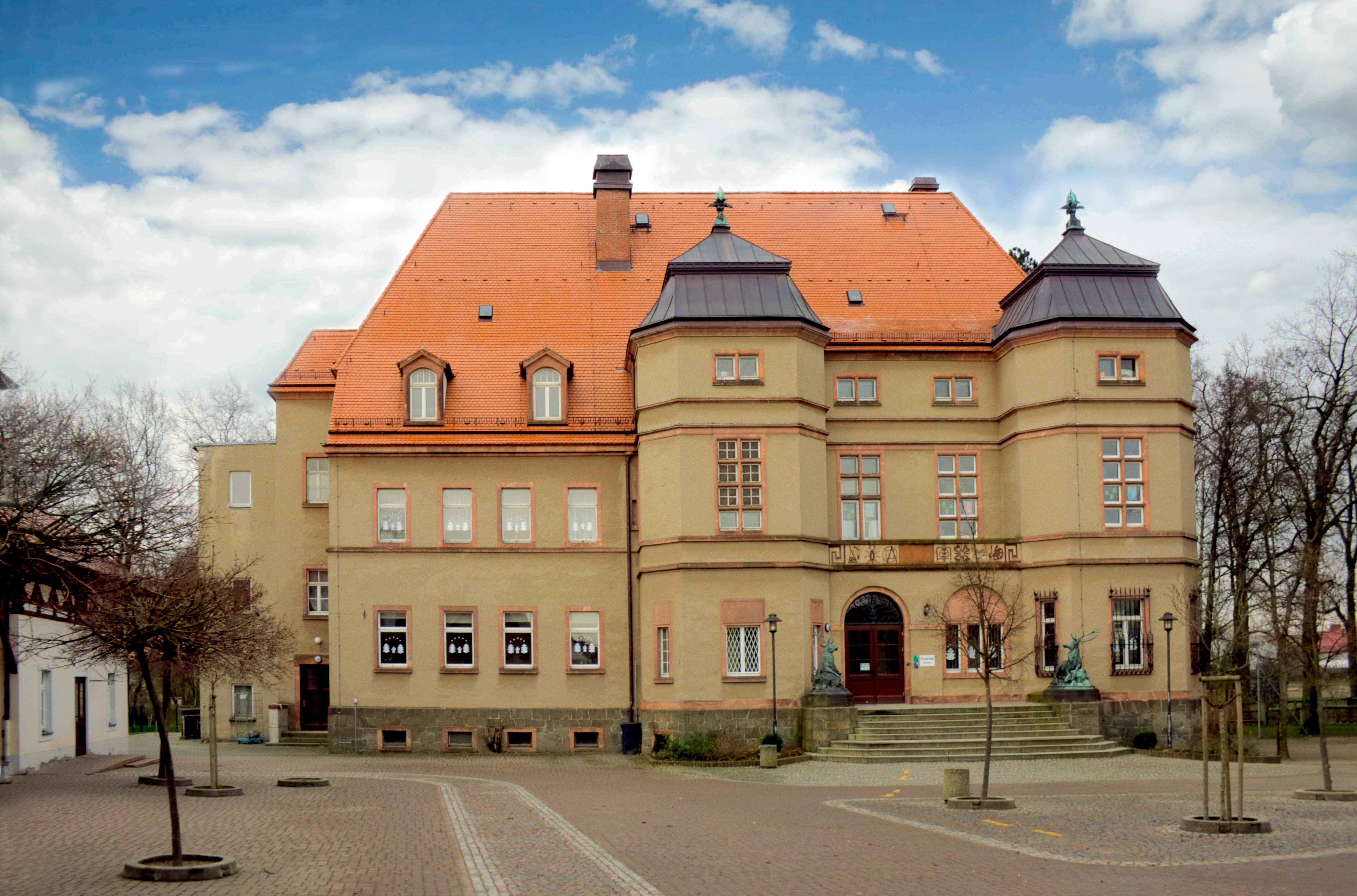
Grundschule

Die Schule war 1946 erste Zentralschule Sachsens. Vom 7. Oktober 1974 (25. Jahrestag der DDR) bis 1990 hieß sie Polytechnische Oberschule Fritz Weineck. Von 1990 bis 2003 war sie kombinierte Mittelschule und Grundschule Cavertitz und ist seit 2003 Grundschule Cavertitz.

## Feuerwehren
In der Gemeinde Cavertitz gibt es sechs Freiwillige Feuerwehren.

## Persönlichkeiten
- Christian Friedrich Exner (* 13. Mai 1718 in Lampertswalde; † 1798 in Dresden), Architekt, sächsischer Oberlandesbaumeister und Professor an der Dresdner Kunstakademie.
- Carl Gottlieb Berger (* 19. Juni 1764 in Cavertitz; † 29. März 1824 in Strehla), Pfarrer, Musiker, Übersetzer und Botaniker